# 脱姓
脱姓，漢姓之一，现代较為罕见。
关于脱姓的来源，主要有两种说法：《中国古今姓氏辞典》记载脱姓源自湖州，而《续通志》中则记载脱姓是改自蒙古族姓氏。

## 知名人物
- 脱端，元代
- 脱脫，元朝武將
- 脱因，明代，廉州知府
- 脱纲，都指挥佥事
- 脱海龙，清代，镇原人
- 脱德荣，第一届国民大会代表
- 脱宗华，脱德荣之子，台北市观光传播局局长
- 脱維善，商人

## 延伸阅读
[在维基数据编辑]
 《欽定古今圖書集成·明倫彙編·氏族典·脫姓部》，出自陈梦雷《古今圖書集成》